# 関西大学社会学部
関西大学社会学部（かんさいだいがくしゃかいがくぶ）は、関西大学に設置されている学部の一つ。

## 概要
関西大学社会学部は、1949年（昭和24年）、文学部に設置された文学部新聞学科が母体となった。その後、社会学部の構想の具体化から開設までに様々な議論を要し、1967年（昭和42年）年4月1日、関西大学社会学部は誕生した。
現在、関西大学社会学部は、社会学専攻、心理学専攻、メディア専攻、社会システムデザイン専攻の４つの専攻がある。
さらに、各専攻には、それぞれの特色あるプログラムを用意した。
社会学専攻には、「社会調査実践学習プログラム」、「社会福祉実践学習プログラム」、心理学専攻には、「心理テスト実践学習プログラム」、「心理学データ解析実践学習プログラム」、「産業心理カウンセリングプログラム」、「キャリア教育実践学習プログラム」、メディア専攻には、「ジャーナリズム専門プログラム」、「広告専門プログラム」、「音楽メディア研究プログラム」、社会システムデザイン専攻には、「経済アナリストプログラム」、「マネジメント基礎プログラム」、「社会ネットワークデザインプログラム」がある。
各専攻は、「理論」と「実証性」を重視するアプローチをめざし、学生たちは興味のある専攻を選択して卒業研究のテーマを考えていく。

## 沿革
- 1949年（昭和24年）4月 - 関西大学文学部に「新聞学科」が設置される。
- 1959年（昭和34年） - 文学部教授会で「社会学部」の増設構想が検討開始
- 1967年（昭和42年）4月1日 - 関西大学社会学部が誕生し、社会学専攻、産業社会学専攻、マス・コミュニケーション学専攻でスタート。
- 1971年（昭和46年） - 大学院社会学研究科（社会学と産業社会学の2専攻）が設置。
- 1973年（昭和48年） - 大学院社会学研究科の博士課程を設置
- 1978年（昭和53年） - 社会学部が創設10周年を迎える。
- 1987年（昭和62年） - 社会心理学専攻の前期課程が開設。
- 1989年（平成元年） - 社会心理学専攻の後期課程が開設。
- 1994年（平成06年） - マス・コミュニケーション学専攻の前期課程が開設
- 1996年（平成08年） - マス・コミュニケーション学専攻の後期課程が開設
- 2004年（平成16年） - 産業社会学専攻を社会システムデザイン専攻に、名称を変更した。
- 2006年（平成18年） - 産業心理学専攻を心理学専攻に、名称を変更した。
- 2013年（平成25年） - マス・コミュニケーション学専攻をメディア専攻に、名称を変更した。
- 2017年（平成29年） - 関西大学社会学部が創設50周年。

## 組織
- 社会学部
  - 社会学科
    - 社会学専攻
    - 心理学専攻
    - メディア専攻
    - 社会システムデザイン専攻

## 交通アクセス
千里山キャンパス
- 所在地：大阪府吹田市山手町3-3-35
- 阪急電鉄千里線「関大前駅」で下車、大学正門までは徒歩約5分。

## 主な卒業生
- 岩尾望 - お笑いタレント、フットボールアワー
- 大﨑洋 - 実業家、元吉本興業ホールディングス社長
- 白井亨 - 政治家、小金井市長
- 中村安里 - FBS福岡放送アナウンサー、元高知さんさんテレビアナウンサー
- 三木圭恵 - 政治家、衆議院議員
- 山本精一 - ミュージシャン
- 山本ゆり - 料理コラムニスト